# Ostwall

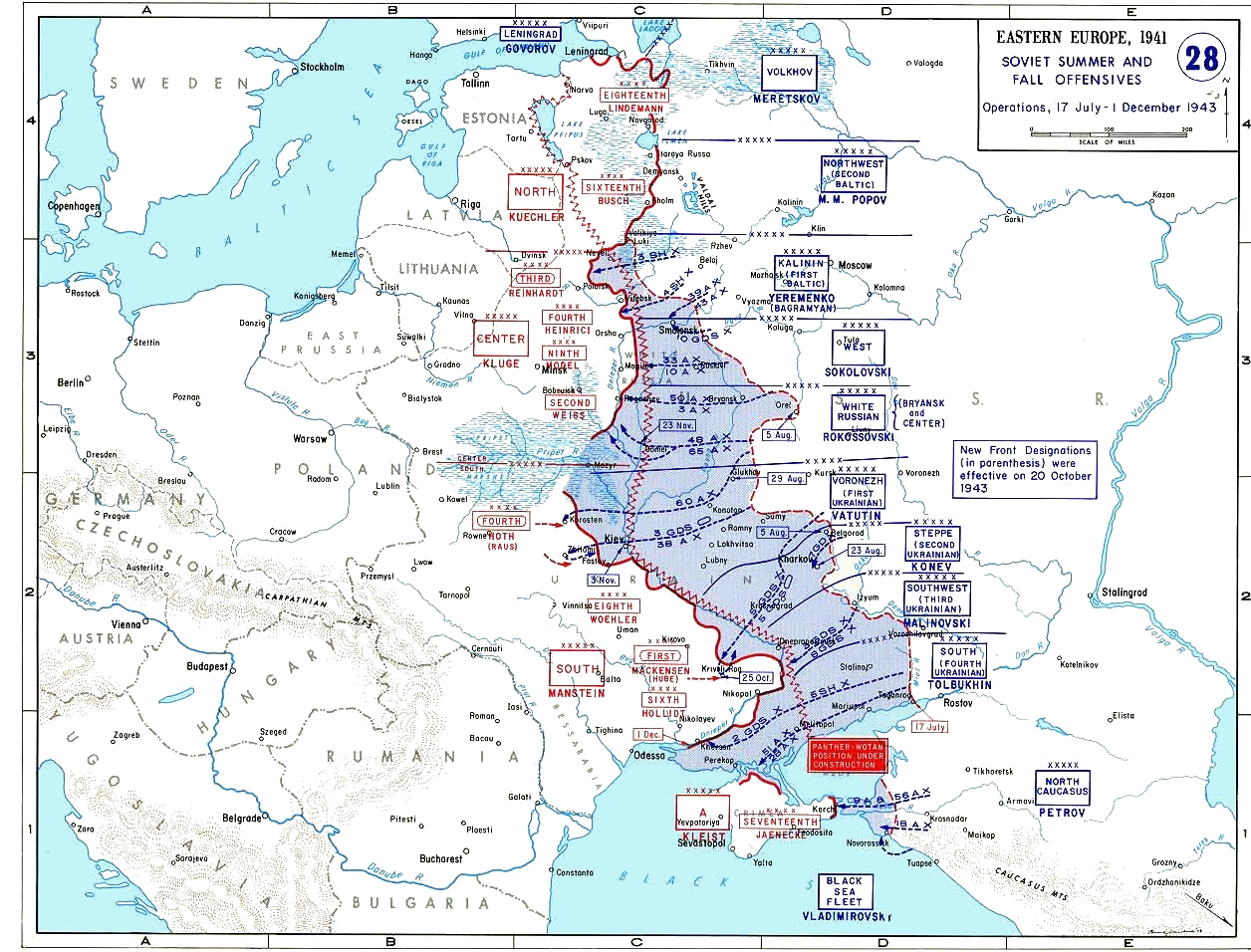
Ostwall, de gekartelde rode lijn

De Ostwall of de Panther–Wotan linie was een Duitse verdedigingslinie aan het Oostfront tijdens de Tweede Wereldoorlog. Het diende als terugvallijn tegen het oprukkende Rode Leger (Sovjet-Unie).

## Geografie
De Ostwall bevond zich op de linkeroever van de rivier de Dnjepr. De Pantherlinie liep van de Oostzee via de Narva tot en met de westoever van het Peipusmeer en via Vitebsk en Pskov tot aan de Dnjepr. De Wotanlinie liep van Dnipro tot de Zee van Azov.

## Geschiedenis
Adolf Hitler was tegen de bouw van de Ostwall omdat het een teken van zwakte zou betekenen. De bouw van de verdedigingslinie begon op 8 september 1943. Meer dan 50.000 arbeiders, voornamelijk uit de burgerbevolking, werden ingezet, die ongeveer 6.000 veldversterkingen bouwden (waaronder 800 betonnen bunkers), 180 km prikkeldraad legden en meer dan 30 km tankgrachten groeven. In november en december 1943 kwamen er dagelijks 100 goederenwagons met bouwmaterialen binnen. Het Duitse leger hield er ook rekening mee dat er ongeveer 900.000 mensen in het gebied woonden. Ze moesten het gebied verlaten omdat ze anders door het Rode Leger konden worden gerekruteerd. De deportatie van de mannelijke bevolking die in staat waren tot militaire dienst, bedroeg ongeveer 250.000 mannen. Ze werden naar Litouwen en Letland gedeporteerd.
Eind september 1943 doorbrak het Rode Leger reeds de Wotanlinie omdat die nog in opbouw was. Tegen november 1943 waren de Sovjets reeds opgerukt tot de stad Vitebsk en eind januari 1944 hadden ze Leningrad heroverd. De Operatie Bagration in juni 1944 betekende de definitieve opheffing van de Ostwall.